# Život sa stricem (1988.)
Život sa stricem, hrvatski je dugometražni film iz 1988. godine. Film je nominiran za Zlatni globus u kategoriji najboljeg stranog filma.

## Radnja
Kraj 1980-ih. Ostarjeli i smrtno bolestan socijalistički dužnosnik Stipan bježi iz bolnice kako bi svojeg nećaka Martina zamolio da ga pokopa uz svećenika. Stipan umire, što Martina prisjeća na događaje koji su doveli do prekida njihovih odnosa. Martin je 1951. polazio učiteljsku školu u Istri. Kad je Stipan obavijestio školske vlasti o Martinovu pismu u kojemu je izrazio sumnju u reforme, Martina su isključili iz škole, a odbijeni metak pogodio ga je u prepone. Njegova djevojka Marta pobjegla je trudna u Trst, a potom u Australiju, gdje je rodila sina Johna...

## Kritike
Filmski leksikon je zapisao:
"Strukturiran kao protagonistova retrospekcija, uokvirena stričevom smrću, film je rekonstrukcija razdoblja prvih većih gospodarskih pogrešaka socijalističkog režima, što se manifestiralo u zanemarivanju seljaka u korist industrije i državnih službi, a što je kao izravnu posljedicu imalo napuštanje škole kod seljačke djece, ali i moralne devijacije što čini temeljnu temu djela. Živopisni i jasno karakterizirani likovi smješteni su u podneblje vrlo slično autorovu često korištenu kamenjaru, ali ovaj put s blizinom mora i talijanske obale kao željene granice slobode."

## Vanjske poveznice
- IMDb profil